# Brasilianische Leichtathletik-Meisterschaften 2021
Die Brasilianischen Leichtathletik-Meisterschaften 2021 wurden vom 10. bis 13. Juni im COTP Stadium in São Paulo ausgetragen.

## Medaillengewinner

### Männer
| Disziplin                     | Gold                                                                                      | Leistung        | Silber                                                                   | Leistung        | Bronze                                                             | Leistung        |
| ----------------------------- | ----------------------------------------------------------------------------------------- | --------------- | ------------------------------------------------------------------------ | --------------- | ------------------------------------------------------------------ | --------------- |
| 100 m (Wind: -1,7 m/s)        | Paulo André de Oliveira                                                                   | 10,09 s         | Felipe Bardi dos Santos                                                  | 10,14 s         | Rodrigo do Nascimento                                              | 10,24 s         |
| 200 m (Wind: -1,4 m/s)        | Jorge Vides                                                                               | 20,53 s SB      | Paulo André de Oliveira                                                  | 20,42 s SB      | Derick Silva                                                       | 20,72 s         |
| 400 m                         | Lucas Carvalho                                                                            | 45,69 s SB      | Pedro Luiz de Oliveira                                                   | 45,94 s SB      | Vitor de Miranda                                                   | 46,35 s PB      |
| 800 m                         | Eduardo Ribeiro                                                                           | 1:46,60 min PB  | Guilherme Kurtz                                                          | 1:46,61 min PB  | Leonardo Santos                                                    | 1:46,97 min PB  |
| 1500 m                        | Thiago André                                                                              | 3:45,00 min     | Guilherme Kurtz                                                          | 3:46,16 min     | Carlos de Oliveira Santos                                          | 3:46,71 min     |
| 5000 m                        | Altobeli da Silva                                                                         | 14:00,17 min    | Wendell Souza                                                            | 14:23,62 min PB | Andre Antonio                                                      | 14:27,88 min SB |
| 10.000 m                      | Gilberto Lopes                                                                            | 29:48,06 min SB | Wendell Souza                                                            | 29:49,50 min PB | Giovani dos Santos                                                 | 29:52,78 min SB |
| 110 m Hürden (Wind: -1,8 m/s) | Rafael Henrique Pereira                                                                   | 13,50 s         | Eduardo de Deus                                                          | 13,58 s         | Matheus Rocha                                                      | 13,96 s         |
| 400 m Hürden                  | Márcio Teles                                                                              | 49,98 s SB      | Caio De Almeida                                                          | 50,39 s SB      | Hederson Estefani                                                  | 50,64 s SB      |
| 3000 m Hindernis              | Altobeli da Silva                                                                         | 8:26,04 min SB  | Gleison da Silva                                                         | 9:01,69 min PB  | Israel Mecabo                                                      | 9:03,84 min     |
| 4 × 100 m Staffel             | Esporte Clube Pinheiros Lucas dos Santos Jorge Vides Derick Silva Paulo André de Oliveira | 39,41 s         | SESI - SP Adrian Vieira Lucas Vilar Erik Cardoso Felipe Bardi dos Santos | 39,70 s         | UCA Lucas Catanhede Fabio de Oliveira Lucas Dalsenter Caio Passold | 40,60 s         |
| 4 × 400 m Staffel             | Orcampi Unimed Márcio Teles Alexander Russo Bruno Silva Vitor Hugo de Miranda             | 3:06,65 min     | CT - Maranhão Bruno de Barros Marcos Moraes Matheus Liberato João Cabral | 3:09,25 min     | MEM Alan Gusmão Guilherme Orenhas Vinicius Moraes Max dos Santos   | 9:09,30 min     |
| 20 km Gehen                   | Caio Bonfim                                                                               | 1:20:15 h       | Matheus Correa                                                           | 1:22:14 h       | Lucas Mazzo                                                        | 1:24:53 h       |
| 35 km Gehen                   | Caio Bonfim                                                                               | 2:41:27 h       | Max dos Santos                                                           | 2:49:48 h       | Diego Lima                                                         | 2:52:47 h       |
| Hochsprung                    | Fernando Ferreira                                                                         | 2,27 m          | Talles Silva                                                             | 2,19 m SB       | Thiago Moura                                                       | 2,15 m          |
| Stabhochsprung                | Augusto Dutra                                                                             | 5,72 m SB       | Abel Curtinove                                                           | 5,20 m          | Lucca Torres                                                       | 4,95 m          |
| Weitsprung                    | Alexsandro Melo                                                                           | 8,02 m SB       | Danylo Martins                                                           | 7,89 m w        | Lucas dos Santos                                                   | 7,88 m          |
| Dreisprung                    | Alexsandro Melo                                                                           | 16,82 m w       | Mateus de Sá                                                             | 16,17 m         | Gabriel dos Santos                                                 | 16,17 m w       |
| Kugelstoßen                   | Darlan Romani                                                                             | 20,46 m SB      | William Braido                                                           | 19,44 m         | Willian Dourado                                                    | 19,40 m SB      |
| Diskuswurf                    | Wellinton da Cruz Filho                                                                   | 57,24 m         | Alan de Falchi                                                           | 54,97 m         | Felipe Lorenzon                                                    | 52,42 m SB      |
| Hammerwurf                    | Allan Wolski                                                                              | 71,37 m SB      | Luís da Silva                                                            | 66,86 m         | Ralf Oliveira                                                      | 64,30 m         |
| Speerwurf                     | Luiz Mauricio da Silva                                                                    | 75,30 m SB      | Pedro Henrique Rodrigues                                                 | 72,44 m         | Clewerton de Souza                                                 | 69,23 m PB      |
| Zehnkampf                     | Felipe dos Santos                                                                         | 7897 Punkte     | Pedro de Oliveira                                                        | 7677 Punkte     | José Santana                                                       | 7657 Punkte     |

### Frauen
| Disziplin                     | Gold                                                                            | Leistung       | Silber                                                                                     | Leistung        | Bronze                                                                             | Leistung        |
| ----------------------------- | ------------------------------------------------------------------------------- | -------------- | ------------------------------------------------------------------------------------------ | --------------- | ---------------------------------------------------------------------------------- | --------------- |
| 100 m (Wind: -0,5 m/s)        | Ana Cláudia Silva                                                               | 11,62 s        | Bruna Farias                                                                               | 11,63 s         | Ana Azevedo                                                                        | 11,63 s         |
| 200 m (Wind: -3,1 m/s)        | Ana Azevedo                                                                     | 23,48 s        | Ana Cláudia Silva                                                                          | 23,52 s SB      | Tiffani Marinho                                                                    | 23,53 s PB      |
| 400 m                         | Tiffani Marinho                                                                 | 52,37 s        | Tábata de Carvalho                                                                         | 53,34 s         | Liliane Fernandes                                                                  | 53,63 s         |
| 800 m                         | Flávia de Lima                                                                  | 2:04,19 min    | Jaqueline Weber                                                                            | 2:04,91 min SB  | Mayara dos Santos                                                                  | 2:06,43 min SB  |
| 1500 m                        | Tatiane da Silva                                                                | 4:16,59 min PB | Jaqueline Weber                                                                            | 4:23,68 min     | Rejane da Silva                                                                    | 4:24,75 min     |
| 5000 m                        | Simone Ferraz                                                                   | 16:30,90 min   | Jenifer do Nascimento Silva                                                                | 16:16,57 min SB | Graziele Zarri                                                                     | 16:20,20 min SB |
| 10.000 m                      | Graziele Zarri                                                                  | 34:29,37 min   | Jenifer do Nascimento Silva                                                                | 34:31,88 min SB | Francine dos Santos                                                                | 35:06,10 min SB |
| 100 m Hürden (Wind: -1,0 m/s) | Ketiley Batista                                                                 | 13,04 s        | Micaela de Mello                                                                           | 13,18 s         | Vitória Alves                                                                      | 13,37 s         |
| 400 m Hürden                  | Liliane Fernandes                                                               | 56,30 s PB     | Marlene Santos                                                                             | 56,75 s PB      | Bianca Amaro dos Santos                                                            | 57,07 s PB      |
| 3000 m Hindernis              | Tatiane da Silva                                                                | 09:42,49 min   | Simone Ferraz                                                                              | 09:52,25 min    | Gabriela de Freitas                                                                | 10:39,22 min PB |
| 4 × 100 m Staffel             | CT - Maranhão Bruna Farias Ana Azevedo Franciela Krasucki Gabriela Mourão       | 44,28 s        | UCA Lara da Silva Micaela de Mello Caroline Tomaz Anny de Bassi                            | 45,07 s         | Orcampi Unimed Stephanie Guimaraes Tiffani Marinho Isadora de Souza Marlene Santos | 45,63 s         |
| 4 × 400 m Staffel             | Orcampi Unimed Marlene Santos Letícia da Silva Izabella Martins Tiffani Marinho | 3:40,15 min    | Esporte Clube Pinheiros Alessandra Silva Mayara dos Santos Liliane Mariano Daysiellen Dias | 3:41,01 min     | CT - Maranhão Ana Azevedo Letícia Lima Kamila Miranda Joelma Sousa                 | 3:42,58 min     |
| 20 km Gehen                   | Viviane Lyra                                                                    | 1:36:32 h      | Gabriela de Sousa                                                                          | 1:38:45 h       | Elianay Pereira                                                                    | 1:40:34 h       |
| 35 km Gehen                   | Viviane Lyra                                                                    | 3:05:00 h      | Elianay Pereira                                                                            | 3:08:31 h       | Mayara Vicentainer                                                                 | 3:13:07 h       |
| Hochsprung                    | Sarah Freitas                                                                   | 1,80 m PB      | Valdiléia Martins                                                                          | 1,80 m          | Arielly Monteiro                                                                   | 1,77 m SB       |
| Stabhochsprung                | Juliana Campos                                                                  | 4,41 m SB      | Isabel de Quadros                                                                          | 4,05 m SB       | Ayla Silva                                                                         | 3,95 m          |
| Weitsprung                    | Eliane Martins                                                                  | 6,67 m         | Letícia Melo                                                                               | 6,53 m          | Lissandra Campos                                                                   | 6,45 m PB       |
| Dreisprung                    | Keila Costa                                                                     | 13,79 m SB     | Gabriele Sousa dos Santos                                                                  | 13,64 m SB      | Ketllyn Zanette                                                                    | 13,43 m PB      |
| Kugelstoßen                   | Lívia Avancini                                                                  | 17,14 m        | Geisa Arcanjo                                                                              | 17,01 m         | Milena Sens                                                                        | 16,53 m         |
| Diskuswurf                    | Izabela da Silva                                                                | 59,45 m        | Lidiane Cansian                                                                            | 52,38 m         | Valquiria Meurer                                                                   | 47,71 m         |
| Hammerwurf                    | Mariana Marcelino                                                               | 67,45 m NR     | Anna Paula Pereira                                                                         | 59,44 m         | Mveh Gracielle                                                                     | 58,17 m SB      |
| Speerwurf                     | Jucilene de Lima                                                                | 61,36 m SB     | Laila Ferrer de Silva                                                                      | 60,82 m SB      | Rafaela Torres Gonçalves                                                           | 56,13 m SB      |
| Siebenkampf                   | Tamara de Sousa                                                                 | 5696 Punkte    | Raiane Vasconcelos                                                                         | 5679 Punkte     | Gilailce de Assis                                                                  | 5641 Punkte     |

### Mixed
| Disziplin         | Gold                                                                            | Leistung    | Silber                                                            | Leistung    | Bronze                                                                                  | Leistung    |
| ----------------- | ------------------------------------------------------------------------------- | ----------- | ----------------------------------------------------------------- | ----------- | --------------------------------------------------------------------------------------- | ----------- |
| 4 × 400 m Staffel | Orcampi Unimed Vitor de Miranda Letícia da Silva Tiffani Marinho Wagner Cardoso | 3:24,14 min | CT - Maranhão Marcos Moraes Letícia Lima Joelma Sousa João Cabral | 3:24,17 min | Esporte Clube Pinheiros Leandro Alves Mayara dos Santos Daysiellen Dias Eduardo Ribeiro | 3:24,26 min |